# Alkar Poderoso
El Alkar Poderoso (o Sucesión por Comisario) es una figura jurídica propia del Derecho Civil Vasco, mediante la cual el testador encomienda a uno o varios comisarios, a los que apodera, la distribución de sus bienes y cuantas facultades le correspondan, una vez haya fallecido. Esta institución se separa de lo regulado en el Código Civil español, el cual prohíbe expresamente dejar al arbitrio de un comisario la formación del testamento, en todo o en parte, el nombramiento de herederos o legatarios, o la designación de los bienes en que hayan de suceder, al considerarlo un acto personalísimo.

## Historia
El origen del Alkar poderoso, se encuentra en una sociedad de carácter rural, respondiendo a una necesidad de transmitir el patrimonio en conjunto, para evitar una fragmentación innecesaria. forjando un fuerte derecho a favor del cónyuge viudo.
La institución de Comisario ya se recogía en el Fuero Nuevo de Vizcaya de 1526, en el “TITULO VEINTE Y UNO. DE LOS TESTAMENTOS, Y MANDAS Y ABINTESTATO”, “Ley III De los Comissarios, y como pueden elegir heredero”
“Otrosí, dixeron: Que havian 

de Fuero, uso, y costumbre, y

establecian por Ley, que por

quanto muchos en su fin, no pueden

ordenar, ni hacer sus Testamentos,

y mandas, ó aunque pueden, no quieren 

declarar su postrimera voluntad; 

y dan poder á algunos, sus partes, 

ó amigos, ó Muger al Marido, 

ó el Marido á la Muger, para que

fallecido el que havia de testar,

hagan los tales Comissarios el

tal Testamento, y institucion,

ó instituciones de herederos;

(…)”.
Posteriormente se reguló en el Título Tercero, Capítulo Segundo de la Ley 32/1959, de 30 de julio, sobre Compilación de Derecho Civil Foral de Vizcaya y Álava.
A esta le siguió la Ley 3/1992, de 1 de julio, del Parlamento Vasco, del Derecho Civil Foral del País Vasco, que lo regulaba en el Título Tercero, Capítulo Primero, Sección Tercera “Del poder testatorio y del testamento por comisario”.
Hasta llegar a la actual Ley 5/2015, de 25 de junio, de Derecho Civil Vasco, que lo regula en el Título II, Capítulo I, Sección cuarta, “De la sucesión por comisario”.

## Nombramiento de Comisario / Duración / Capacidad
El nombramiento de comisario (o comisarios) deberá efectuarse ante Notario (o en capitulaciones matrimoniales en el caso de ser designados los cónyuges), siendo este cargo voluntario y gratuito. Queda a la libre voluntad del testador su designación, pudiendo ser cualquier persona, incluyendo a los cónyuges, o parejas de hecho recíprocamente. No obstante, el comisario deberá tener la capacidad necesaria en el momento de ejercer las respectivas funciones del poder testatorio.
Si fueren varios los comisarios designados, éstos desempeñarán sus funciones de manera mancomunada, salvo que se interprete otra cosa del testamento. Adoptarán los acuerdos por mayoría, y en caso de empate, el citado en primer lugar tendrá voto dirimente.
El testador podrá señalar plazo para el ejercicio del poder testatorio. Si no lo hiciere este será de un año desde el fallecimiento del testador, o desde la declaración judicial de fallecimiento si todos los hijos eran mayores de edad, y de no ser así, desde la mayoría de edad de todos ellos.
Si los designados son cualesquiera de los cónyuges o miembros de la pareja de hecho, el plazo podrá ser indefinido.

## Funciones
El poder testatorio podrá usarse en uno o varios actos, por actos intervivos o mortis causa, en testamento ante notario o por pacto sucesorio, a título universal o singular.
Entre sus funciones nos encontramos con: 
- Realizar inventario
- Representar y administrar la herencia en defecto de persona designada, o de cónyuge o miembro de la pareja de hecho supérstite.
- Designar albacea y contador partidor.
- Pedir la constitución de la tutela o curatela de los hijos y demás descendientes del causante menores o incapacitados.
- Fijar el valor de los bienes para determinar la legítima.

En caso de ser designado comisario el cónyuge viudo o el miembro superviviente de una pareja de hecho, salvo disposición en contrario del testador, será el representante, administrador, y usufructuario del patrimonio hereditario, incluso después de haber hecho uso del poder.

## Límites
El Comisario realizará su cometido conforme a las indicaciones que expresamente haya establecido el testador. Si éste hubiera indicado entre qué personas puede el Comisario elegir, deberá atenerse a lo establecido en el poder. 
De no existir mención alguna a este respecto, deberá elegir entre el cónyuge viudo, el miembro de la pareja de hecho superviviente y los herederos forzosos. 
Tratándose de bienes troncales solamente podrá elegir entre los parientes tronqueros. Solo en el caso de ausencia de herederos forzosos, podrá designar sucesores libremente.
El comisario no podrá establecer fideicomisos ni hacer nombramientos condicionales de sucesor. Tampoco podrá tomar decisiones que retrasen deliberadamente la designación de los sucesores y la adjudicación de los bienes.

## Efectos
Las disposiciones otorgadas por el comisario en uso del poder testatorio serán irrevocables. Si la disposición fuera declarada nula o bien los beneficiarios no quieren o no pueden aceptarla, hará una nueva designación en el plazo de un año.

## Extinción
El poder testatorio se extinguirá:
1. Al expirar el plazo concedido para su ejercicio.
2. Por muerte, imposibilidad o incapacidad sobrevenida del comisario.
3. En el caso del cónyuge comisario, por la presentación de la demanda de separación, divorcio o nulidad del matrimonio, después de otorgado el poder testatorio, aunque no se haya dictado sentencia antes de la muerte del causante.
4. Cuando el cónyuge-comisario contraiga nuevas nupcias, lleve vida matrimonial de hecho o tenga un hijo no matrimonial, salvo el caso de que el testador haya dispuesto expresamente lo contrario.
5. Por renuncia. Se entenderá que el comisario renuncia cuando, requerido judicialmente para ello, no acepta la designación en el plazo de sesenta días.
6. Por incurrir el comisario, para con el causante o sus descendientes, en alguna de las causas que dan lugar a la indignidad para suceder.
7. Por las causas previstas en el propio poder.
8. Por revocación.
9. Por extinción de la pareja de hecho, salvo que lo sea por contraer matrimonio entre los mismos miembros de la pareja.